# Сирийское революционное левое течение
Сирийское революционное левое течение (تيار اليسار الثوري) — левая политическая организация троцкистского толка (сторонники Международной социалистической тенденции), выступавшая против баасистского правительства Сирии. Созданная в октябре 2011 года в ответ на вызовы сирийской революции, группа поддерживала восстание против режима Асада и поставила своей целью построение «демократического, гражданского и плюралистического государства» в Сирии, выступая при этом против любого иностранного военного вмешательства в гражданскую войну в Сирии.

## Идеология и история
Во время формирования Сирийского революционного левого течения в октябре 2011 года в его учредительных документах говорилось, что оно «принимает основные цели Сирийской народной революции — свободу, демократию, достоинство и социальную справедливость — и обязуется участвовать в массовых действиях для достижения этих целей». Движение отметило, что «революционная динамика заключается в построении демократии снизу», отстаивая демократию участия и прямую демократию. Революционное левое течение выступает против всех форм иностранного военного вмешательства в Сирию, в том числе со стороны НАТО, Лиги арабских государств, Израиля, Турции, Ирана и России.
В учредительном документе Революционного левого течения также намечены цели для него и других сирийских оппозиционных групп: свергнуть существующий режим и создать «Временное революционное правительство», демонтировать «инфраструктуру госбезопасности» (то есть репрессивный аппарат) и провести выборы в Учредительное собрание.
В августе 2013 года Сирийское революционное левое течение выступило против «Исламского государства Ирака и Леванта» и «Фронта ан-Нусра» как джихадистских террористических группировок, а на фоне конфликта курдских и исламистских сил в стране «подтвердило свою приверженность» поддержке самоопределения курдов в Сирии. Оно также осудило Сирийский национальный совет за отказ признать права курдского народа в Сирии.
23 сентября 2014 года группа осудила возглавляемую США интервенцию в Сирии, которая началась с авиаударов по ИГИЛ, Фронту ан-Нусра и Ахрар аш-Шам в Сирии.
В условиях кризиса беженцев от гражданской войны в Сирии весной 2016 года Сирийское революционное левое течение при поддержке греческих левых открыло 6 центров в Афинах, в которых разместились 2400 сирийских беженцев.
В сентябре 2016 года Сирийское революционное левое течение вступило в коалицию с Сирийским национальным демократическим альянсом и Сирийскими демократическими силами на платформе политической децентрализации и установления плюралистической демократии в Сирии. Когда 20 января 2018 года турецкие вооружённые силы начали военную операцию против СДС в регионе Африн, Революционное левое течение вновь заявило о своей поддержке СДС и осудило вторжение Турции.
1 мая 2019 года (в Международный день солидарности трудящихся) Сирийское революционное левое течение опубликовало заявление, в котором заклеймило «буржуазные режимы» Сирии и Турции и возложило вину за крах сирийской революции на отсутствие «революционной партии».
Приветствуя падение власти Асада в конце 2024 года, группа утверждает, что «Режим пал, но революция еще не победила», характеризует установившуюся систему как «асадизм без Асада», требует остановить «чудовищные расправы на религиозной почве», выдвигает лозунг «Хлеб, свобода и гражданский мир», поддерживает спонтанную политическую активность масс и создание независимых профсоюзов.

## Публикации
С января 2012 года Революционное левое движение в Сирии издает свою газету «The Front Line» — рупор организации, считающийся одним из основных каналов, используемых движением для общения с общественностью. Газета публикует статьи и аналитические материалы по различным темам, включая сирийскую политику и социально-экономические проблемы. Газета стремится представить альтернативное видение будущего Сирии с революционно-социалистической точки зрения.
Газета печатается в Сирии и распространяется во всех сирийских мухафазах, а также размещается в формате PDF на веб-сайте и в социальных сетях.
Организация также опубликовала ряд брошюр и книг, в том числе: «Кто мы?», «Сирийская коммунистическая партия: упадок и расколы», «Марксистская позиция по религиозному феномену, реакции и контрреволюции в Сирии, сирийской буржуазии и народной революции с целью построения боевой социалистической левой», «Украина и империализм XXI века».

## Вооружённое крыло: Народно-освободительная фракция
Действующие в гражданской войне в Сирии вооружённые члены Революционного левого течения, заявили о себе в январе 2014 года. 18 марта 2014 года трое вооруженных боевиков в масках объявили о создании Народно-освободительной фракции (Фракции народного освобождения, Фракции за освобождение народа) в рамках Сирийского революционного левого течения. Бойцы группы были вооружены пулёметами и автоматами Калашникова. Группа также использовала гранатомёты РПГ-7, техническое орудие, миномёт и крупнокалиберный пулемёт ДШК. Она сотрудничала с несколькими местными группами, связанными со Свободной сирийской армией.
12 апреля 2014 года подразделение группировки попыталось перебросить бойцов из мухафазы Хама для поддержки других повстанческих группировок в битве за Алеппо, но их остановили на контрольно-пропускном пункте Фронта ан-Нусра. Затем произошли столкновения, в результате которых погибли 3 бойца Народно-освободительной фракции.
Бойцы группировки были передислоцированы в Кобани, чтобы поддержать курдские силы самообороны в укреплении города перед лицом наступления ИГИЛ в сентябре 2014 года.
В конце 2014 года из-за преследований со стороны «контрреволюционных сил» Народно-освободительная фракция в значительной степени приостановила свою деятельность в Сирии. Официально о её роспуске было объявлено 26 января 2015 года.